# Демчин (зупинний пункт)
Де́мчин — пасажирський залізничний зупинний пункт Козятинської дирекції Південно-Західної залізниці.
Розташований у селі Демчин Бердичівського району Житомирської області на двоколійній електрифікованій змінним струмом лінії Шепетівка — Бердичів між станціями Михайленки (9 км) та Бердичів (18 км).
Станцію Демчин було відкрито у серпні 1873 року, одночасно із відкриттям руху на всій лінії Бердичів — Ковель. Електрифікована разом із лінією Фастів I — Здолбунів 1964 року.
2012 року станція переведена в розряд зупинних пунктів.
На зупинному пункті роблять зупинку всі приміські електропоїзди, поїзди далекого сполучення не зупиняються.